# Oswaldo Viteri
Pour les articles homonymes, voir Viteri.
Oswaldo Viteri, né à Ambato, Équateur le 8 octobre 1931 et mort à Quito le  24 juillet 2023, est un peintre néo-figuratif équatorien, largement reconnu pour son travail d'assemblages, bien que son œuvre inclue également le dessin, la peinture, la gravure et la mosaïque.

## Biographie
En 1951, Oswaldo Viteri étudie l’architecture à l'Université centrale de Quito. En 1959, il participe avec Oswaldo Guayasamin à la réalisation d'une fresque pour le ministère des Travaux publics.
Dans les années 1960, il se consacre à la peinture et étudie l'anthropologie et le folklore. En 1966, il obtient son diplôme d'architecte et est nommé directeur de l'Institut équatorien du folklore. Il commence à explorer des techniques d'art expérimental, intégrant à ses œuvres des collages et des objets superposés à ses toiles.
Il réalise ses premiers « assemblages » en 1968, et participe à des expositions internationales (Argentine en 1964, Brésil en 1972…).
Il est nommé deux fois candidat au Prix Príncipe de Asturias des Beaux-Arts.
Il meurt à Quito le 24 juillet 2023.